# Région métropolitaine de Fortaleza

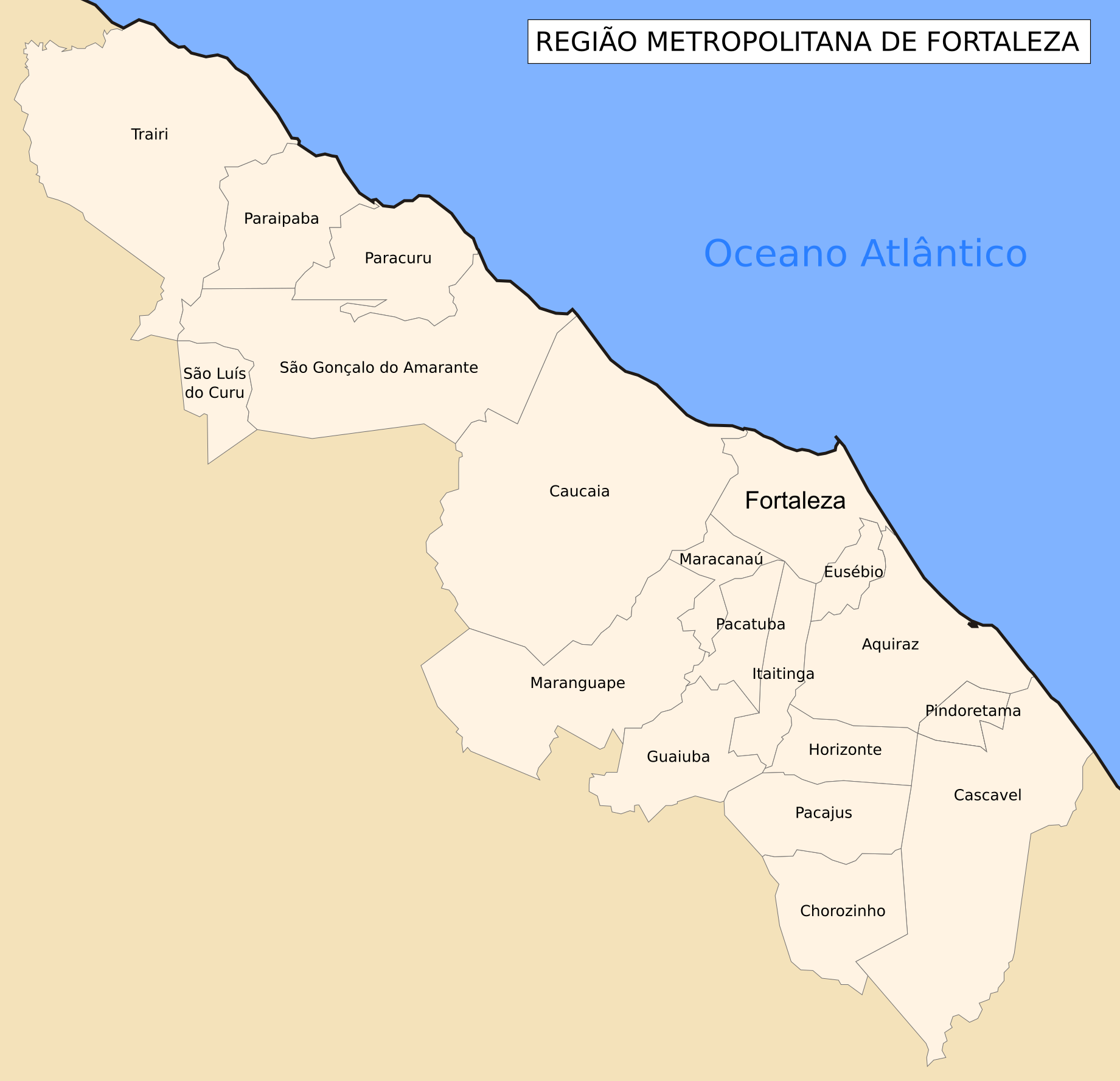
Étendue de la région métropolitaine de Fortaleza.

La région métropolitaine de Fortaleza (Região Metropolitana de Fortaleza en portugais) fut créée en 1973. Elle regroupe 13 municípios regroupées autour de Fortaleza, sur le littoral de l'État du Ceará, au Brésil.
La région métropolitaine s'étend sur 4 872 km2 pour une population totale de 3 415 455 habitants en 2006.

## Liste des municipalités
| Région métropolitaine   | Région métropolitaine | Région métropolitaine |
| Ville                   | Population (hab.)     | Superficie (km²)      |
| ----------------------- | --------------------- | --------------------- |
| Fortaleza               | 2 416 920             | 313                   |
| Caucaia                 | 303 970               | 1228                  |
| Maracanaú               | 193 879               | 106                   |
| Maranguape              | 98 429                | 591                   |
| Aquiraz                 | 69 343                | 481                   |
| Pacatuba                | 60 701                | 132                   |
| Pacajus                 | 51 757                | 254                   |
| Horizonte               | 43 505                | 160                   |
| São Gonçalo do Amarante | 39 569                | 834                   |
| Eusébio                 | 38 448                | 79                    |
| Itaitinga               | 33 221                | 151                   |
| Guaiúba                 | 21 339                | 267                   |
| Chorozinho              | 20 721                | 278                   |
| Total                   | 3 415 455             | 4 872                 |